# Banatska Dubica
Banatska Dubica (cyr. Банатска Дубица) – wieś w Serbii, w Wojwodinie, w okręgu środkowobanackim, w gminie Sečanj. W 2011 roku liczyła 324 mieszkańców.